# Allothymoites
Genre
Allothymoites est un genre d'araignées aranéomorphes de la famille des Theridiidae.

## Distribution
Les espèces de ce genre se rencontrent en Chine et au Japon.

## Liste des espèces
Selon World Spider Catalog (version 16.0, 05/04/2015) :
- Allothymoites kumadai Ono, 2007
- Allothymoites repandus Gao & Li, 2014
- Allothymoites sculptilis Gao & Li, 2014

## Publication originale
- Ono, 2007 : Eight new species of the families Hahniidae, Theridiidae, Linyphiidae and Anapidae (Arachida, Araneae) from Japan. Bulletin of the National Science Museum Tokyo, (A), vol. 33, no 4, p. 153-173 (texte intégral).